# Jobinia tarmensis
Jobinia tarmensis är en oleanderväxtart som först beskrevs av Rudolf Schlechter, och fick sitt nu gällande namn av Liede och Meve. Jobinia tarmensis ingår i släktet Jobinia och familjen oleanderväxter. Inga underarter finns listade i Catalogue of Life.